# 4 Dywizja Strzelców (RFSRR)
4 Dywizja Strzelców – związek taktyczny piechoty Armii Czerwonej okresu wojny polsko-bolszewickiej.

## Formowanie i walki
Sformowana w czerwcu 1919 z resztek Litewskiej Dywizji Strzelców.
1 sierpnia 1920 dywizja liczyła w stanie bojowym 8254 żołnierzy z tego piechoty 5841, a kawalerii 380. Na uzbrojeniu posiadała 111 ciężkich karabinów maszynowych i 29 dział. 
W dniu 23 sierpnia 1920 roku po skutecznym ataku polskiego 59 pułku piechoty na Łomżę wielu żołnierzy dywizji dostało się do polskiej niewoli.

## Dowódcy dywizji
- komdiw Wasilij Sołoduchin

## Struktura organizacyjna
Skład w sierpniu 1920:
- 10 Brygada Strzelców
  - 28 pułk strzelców
  - 29 pułk strzelców
  - 30 pułk strzelców
- 11 Brygada Strzelców
  - 31 pułk strzelców
  - 32 pułk strzelców
  - 33 pułk strzelców
- 12 Brygada Strzelców
  - 34 pułk strzelców
  - 35 pułk strzelców
  - 36 pułk strzelców